# Nikiforowszczyzna
Nikiforowszczyzna – osada w Polsce, położona w województwie podlaskim, w powiecie hajnowskim, w gminie Dubicze Cerkiewne.
Do 2024 r. miejscowość była przysiółkiem kolonii Wygon. W latach 1975–1998 przysiółek administracyjnie należała do województwa białostockiego.

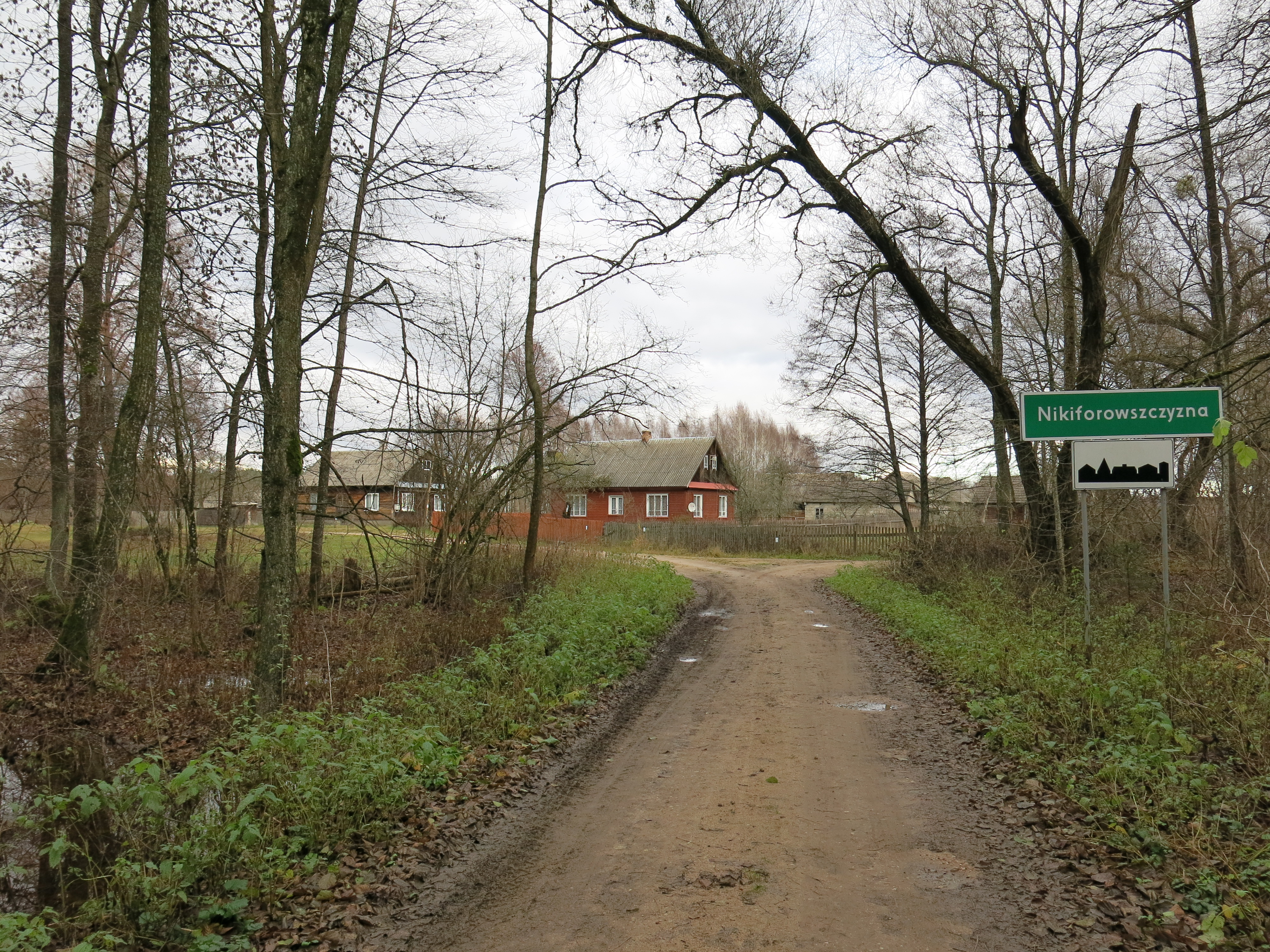
Wjazd do wsi od Wiluk

Według Pierwszego Powszechnego Spisu Ludności, przeprowadzonego w 1921 roku, Nikiforowszczyznę zamieszkiwały 32 osoby w 5 domach, wszyscy mieszkańcy wsi zadeklarowali wówczas białoruską przynależność narodową oraz wyznanie prawosławne. W okresie międzywojennym miejscowość znajdowała się w gminie Masiewo w powiecie białowieskim.
Wierni kościoła rzymskokatolickiego należą do parafii św. Zygmunta w Kleszczelach.